# Boisduvalodes tamatavana
Boisduvalodes tamatavana is een vlinder uit de familie slakrupsvlinders (Limacodidae). De wetenschappelijke naam van deze soort is voor het eerst geldig gepubliceerd in 1922 door Oberthür.
De soort komt voor in tropisch Afrika.